# Ántony Wílliam de Ávila
Ántony Wílliam de Ávila Charris (Santa Marta, Colòmbia, 21 de desembre, 1962) fou un futbolista colombià que jugava de davanter. De Ávila va passar la seva carrera esportiva a quatre clubs: América de Cali a la seva Colòmbia natal, als MetroStars de la Major League Soccer, a Unión de Santa Fe de l'Argentina i a Barcelona SC de l'Equador. A l'América de Cali és el màxim golejador de la història amb 201 gols, 29 dels quals a la Copa Libertadores (essent el sisè màxim golejador en la història del torneig). De Ávila també marcà 13 en 54 partits amb la selecció de futbol de Colòmbia, on jugà entre 1983 i 1998. Disputa els Mundials de 1994 i 1998.